# 3114-es mellékút (Magyarország)
A 3114-es számú mellékút egy négy számjegyű mellékút Pest vármegyében, a Tápió vidékén.

## Nyomvonala
A 31-es főútból ágazik ki, annak 47. kilométerénél, Tápiószecső területén, kelet-délkeleti irányban, Deák Ferenc utca néven. Alig 700 méter után egy elágazáshoz ér: az ott délkeleti irányban egyenesen továbbhaladó út a 31 315-ös számozást viseli, a 3114-es pedig délnyugat felé folytatódik, és nem sokkal ezután el is hagyja a településközpont belterületét. 1,2 kilométer megtétele után szinte egyszerre keresztezi az újszászi vasutat és a Felső-Tápiót, elhalad a Sági út nevű településrész mellett, majd teljesen külterületre ér és délkelet felé fordul.
5,3 kilométer megtétele után éri el Tápióság területét, ott a települési neve az első szakaszán Szecsői út. 6,5 kilométer után torkollik bele a 31 108-as út, közel 8,5 kilométer megtétele után; innentől a 3114-es neve Rákóczi Ferenc utca, majd kisvártatva egy újabb névváltást követve Bicskei utca. 10. kilométerénél lép át az útjába eső utolsó település, Tápióbicske területére, ahol első méterein rögtön elhalad a település motokrosszpályája mellett, majd a 11+300 kilométerszelvénye közelében eléri a település első házait. A belterületi szakaszon Sági út néven húzódik, így ér véget, beletorkollva a 3115-ös útba, annak 6+500-as kilométerszelvényénél.
Teljes hossza, az országos közutak térképes nyilvántartását szolgáló kira.gov.hu adatbázisa szerint 13,133 kilométer.

## Települések az út mentén
- Tápiószecső
- Tápióság
- Tápióbicske